# Richfield, Minnesota
Richfield, Minnesota là một thành phố nằm ở quận Hennepin thuộc tiểu bang Minnesota, Hoa Kỳ. Thành phố có diện tích 18,3  km² với diện tích mặt nước là 0,5  km², dân số theo ước tính năm 2000 của Cục điều tra dân số Hoa Kỳ là 34.439 người.